# Timidina cinasa
Timidina cinasa es una enzima que pertenece al grupo de las fosfotransferasas. Se encuentra en la mayor parte de las células vivas y en algunos virus. Las células de mamífero presentan 2 variedades de esta enzima que se conocen abreviadamente como TK1 y TK2. 

## Función
Timidina cinasa cataliza la siguiente reacción de fosforilación: 
```
   Thd + ATP → TMP + ADP
```

Donde Thd es desoxitimidina, ATP es adenosin trifosfato, TMP es desoxitimidina 5’-fosfato y ADP es adenosin difosfato. 
La timidina cinasa tienen una función muy importante para la síntesis de ADN y la división celular, haciendo posible la introducción de desoxitimidina en la cadena de ADN.
La deficiencia genética de la enzima provoca una rara enfermedad congénita de la que existen muy pocos casos descritos a nivel mundial, se conoce como miopatía mitocondrial por déficit de timidina cinasa 2 o TK2 y provoca debilidad muscular progresiva.

## Miopatía mitocondrialpor déficit de timidina cinasa 2
Los síntomas de la enfermedad se inician habitualmente en la primera infancia. Los niños afectados se desarrollan con aparente normalidad hasta que se inicia un proceso de debilidad muscular progresiva con pérdida de capacidades motoras, incluyendo dificultad para andar, masticar, comer y hablar. En algunos casos se afecta la capacidad de movimiento en los ojos, produciéndose también caída del párpado que dificulta la visión. Cuando la enfermedad afecta a los músculos que controlan el proceso de la respiración, tiene lugar insuficiencia respiratoria que requiere en algunos casos ventilación mecánica y es una de las causas principales de muerte en los pacientes afectados.